# Jötunn
Jötunn (tudi jotun; v normiranem znanstvenem zapisu staronordijskega jezika jǫtunn; staronordijska izgovorjava: [ˈjɔtonː]; množina jötnar/jǫtnar), v stari angleščini tudi eoten (množina eotenas) je v germanski mitologiji vrsta nadnaravnega bitja. V nordijski mitologiji se običajno razlikujejo od bogov (azov in vanov) in drugih nečloveških oseb, kot so škratje in vilinci, čeprav to ne velja vedno. Sama bitja so poimenovana z različnimi izrazi, vključno z risi, þurs (oz. thurs) in trol, če gre za moške, ter gýgr ali tröllkona, če gre za ženske. Jötnar običajno prebivajo na drugi strani meja med bogovi in ljudmi v deželah, kot je Jötunheimr.
Jötnar so pogosto prisotni v staronordijskih zapisih, eotenas pa tudi v staroangleški pesnitvi Beowulf. Uporaba izrazov je dinamična, s splošnim trendom, da so bitja z naraščajočim vplivom krščanstva vse manj impresivna in vse bolj negativna. Čeprav se v nekaterih prevodih in strokovnih besedilih namesto besede »jötnar« in njenih sopomenk včasih uporablja izraz »velikan«, ni nujno, da so jötnar izrazito veliki.
Za izraze teh bitij poznamo tudi sorodne besede v poznejši folklori, kot sta britanski Yotun in danski Jætte, ki imata lahko nekatere skupne značilnosti, na primer to, da se čez dan spremenita v kamen in živita na obrobju družbe.

## Izvor, pojav in terminologija
Staronordijski jötnar (tudi jǫtunn) in staroangleški eoten sta se razvila iz pragermanskega moškega samostalnika *etunaz. Filolog Vladimir Orel pravi, da zaradi semantičnih povezav med *etunaz in pragermanskim *etanan ('jesti') verjetno obstaja povezava med samostalnikoma. Pragermanski *etanan je rekonstruiran iz staronordijskega etall 'uživati' (hrano), staroangleškega etol 'nenasiten, požrešen' in starovisoko nemškega filu-ezzal 'pohlepen'. Beseda je sorodna besedi ettin, arhaični besedi za velikana. Staronordijski risi in starovisoko nemški riso izhajata iz pragermanskega moškega samostalnika *wrisjon. Orel ugotavlja, da je verjetno povezan tudi starosaksonski pridevnik wrisi-līk 'ogromen'. Staronordijski þurs, staroangleški þyrs in starovisoki nemški duris 'hudič, zli duh' izhajajo iz pragermanskega moškega samostalnika *þur(i)saz, ki je sam izpeljan iz pragermanskega *þurēnan, ki je etimološko povezan s sanskrtskim turá- 'močan, mogočen, bogat'. Za ženska bitja, ki spadajo v to širšo kategorijo, se uporablja več izrazov, med njimi íviðja (množina íviðjur), gýgr (množina gýgjar) in tröllkona (množina tröllkonur).
Učenjaka J. R. R. Tolkien in Rudolf Simek sta sorodne besede jötunn, eoten, þurs in þyrs enačila, pri čemer je bila beseda uporabljena za opis bitja v staronordijski oziroma anglosaški mitologiji.
V obeh Eddah so jötnar bitja, ki imajo običajno podobno moč kot bogovi in so včasih poimenovana tudi z negativnima izrazoma trol in þurs. Škodljiva narava þursar je opisana tudi v islandskih in norveških runskih pesmih, kjer so označeni kot povzročitelji sporov med ženskami. Kljub temu, da sta moški in ženski jötnar, pogosto poimenovana kar 'velikan' oziroma 'velikanka', jötnar v eddskih virih pogosto niso opredeljeni kot posebej veliki, zato so v prevodih in znanstvenih besedilih včasih poangleženi ali pa preprosto niso prevedeni. Opisi videza jötnar so redki, vendar je opisano, da so imeli predniki jötnar podobo človeka. Nekatere jötnar so opisane kot lepe, kot je Gerðrova in Hymirjeva partnerka, medtem ko so druge opisane kot večglave pošasti. Nekateri škratje so opisani kot jötnar, na primer Regin in Fáfnir, medtem ko je v pesmi Alvíssmál istoimenski škrat opisan kot þurs.
Z naraščajočim vplivom krščanstva so postali jötnar demonizirani in običajno prikazani kot manj inteligentni, lažje premagljivi in bolj pošastni, kot je to značilno za velikane v poznejši germanski folklori. V nekaterih poznejših sagah, kot je Bárðar saga Snæfellsáss, se risar jasno razlikuje od jötnar, v drugih sagah pa se izraza uporabljata izmenično, čeprav je jasen splošni trend obravnave jötnar kot negativnega bitja v primerjavi z risar.
Trol ima v staronordijski književnosti veliko širši pomen kot jötnar, saj vključuje tudi posameznike z nenavadnimi ali nadnaravnimi lastnostmi, kot so čarovnice, nenavadno močni, veliki ali grdi ljudje, duhovi in berserkerji.

## Omembe vrednijötnar
- Gerðr, hči Gymirja in žena Freyra. Običajno velja za boginjo zemlje.[23]
- Fárbauti, jötunn oče Lokija z Laufey.[24]
- Fenja in Menja, sestri, ki obračata mlin Grotti za pridobivanje zlata in Fróðijevega miru.[25]
- Jörð, mati Thora in Odina.[26]
- Skaði, hčerka Þjazija in poznejša žena Njörðra. Boginja, povezana s smučanjem, in mitična prednica Haakona Sigurdssona.[27]
- Þjazi, jötunn, ki je nekoč ugrabil Iðunn in njena jabolka mladosti. Pozneje so ga bogovi ubili, njegove oči pa spremenili v zvezde.[28]
- Ymir, prednik vseh jötnar.[29]
- Urðr (Wyrd), Verðandi (Verthandi) in Skuld, glavne Norne.[30]

## Mitološki izvor
V eni od verzov pesmi Völuspá hin skamma (v pesmi »Hyndluljóð«) je opisano, da vsi jötnar izvirajo iz Ymirja. Gylfaginning pojasni in opiše, da je prvotni jötunn Ymir nastal v topli vodi, ki je nastala v Ginnungagapu, ko se je Niflheimsko ivje stopilo zaradi vročine Muspelheima. Ležal je tam in spal, se hranil z Auðumblinim mlekom, nakar je iz svoje leve pazduhe priznojil moškega in žensko, njegove noge pa so druga drugi rodile sina. Ti otroci so skupaj postali predniki vseh drugih jötnar.
Pozneje so ga ubili prvi bogovi, kar je povzročilo poplavo Ymirjeve krvi, v kateri so utonili vsi jötnar, razen Bergelmirja in njegove družine, ki so dogodek preživeli z jadranjem na luðru. To je povezano z runskim napisom na ročaju meča v Beowulfu, ki opisuje, da so bili eotenas ubiti v starodavni poplavi, kar naj bi izviralo iz germanske in širše indoevropske mitologije.
Gylfaginning pravi, da je bilo po smrti Ymirja njegovo telo vtisnjeno v svet in obkrožilo ga je morje. Bogovi so preživele družine jötnar naselili na zemljišča ob obali, na obrobje. Ymirjeve obrvi so nato uporabili za izgradnjo Midgarda in ga zaradi njihove znane agresivnosti zaščitili pred jötnar.

## Atributi in teme

### Položaj »drugega sveta«
Večina zgodb v staronordijski mitologiji kaže jasno ločnico med »tem svetom«, ki se nanaša na bogove in ljudi, ter »drugim svetom«, ki ga naseljujejo jötnar in z njimi povezana bitja.
Pogost motiv je potovanje, da bi od jötnar pridobili skrivnostno znanje. V eddski pesmi Hyndluljóð se Freyja odpravi h gýgr Hyndli ter jo prisili, da Ottarju pripoveduje o njegovih prednikih ter mu da »ale spomina« (staronordijsko minnisǫl), da tega ne bi pozabil. V eddski pesmi Vafþrúðnismál Óðinn odpotuje k jötunnu Vafþrúðnirju, s katerim se pomerita v tekmovanju modrosti. K jötnar se odpravi tudi, da bi od Suttungra pridobil medico poezije, ki vsakemu, ki jo spije, podari spretnost v pesništvu. Vidka, ki Óðinnu pove prerokbo Völuspe, sicer ni izrecno opisana kot jötunn, vendar so jo jötunni vzgojili.
Kozmologija v germanski mitologiji ima, tako kot v drugih ustnih kulturah, mnoga navidezna protislovja, če jo gledamo z naturalističnega vidika. Kljub temu se pri potovanju k jötnar ponavlja sistem motivov. V Prozni Eddi je zapisano, da jötnar prebivajo v Jötunheimru, ki se nahaja na severu ali vzhodu, v Þrymskviði pa da je do njih mogoče priti le po zraku, vendar so jötnar tudi na jugu in čez vodo. Jötnar, kot sta Suttungr in Skaði, živita v gorah, kar se odraža tudi v izrazih bergrisar (gorski risar) in bergbúi (gorski prebivalec), kenning za jötunn. Njihova prebivališča niso omejena le na ta območja, ampak vključujejo tudi gozdove, podzemlje in obalo. Včasih se omenjajo kot prebivalci določenih geografskih lokacij, na primer Ægir na Læsøju. Ti motivi so vidni tudi v delu Beowulfa, ki govori o boju z Grendlovo materjo, ki po mnenju raziskovalcev zelo spominja na boj med trollkono in Grettir v istoimenski sagi, v kateri sta ženski bitji dosegljivi le s prečkanjem vode. Navidezno enotna lokacija jötnar naj bi bila posledica njihove notranje kaotične narave. Raziskovalci so celo v isti zgodbi opazili nasprotja, kar je spodbudilo predlog modela, po katerem je do drugega sveta, kjer prebivajo jötnar, mogoče priti skozi številne prehode ali meje, ki jih v običajnih razmerah ni mogoče prečkati, kot so gore, tema in »utripajoči plamen«, katerega prečka Skírnir v Skírnismalu.
V eddskih virih jötnar predstavljajo stalno grožnjo bogovom in ljudem kar pogosto pripelje do spopada s Thorom. V Hárbarðsljóðu in Þrymskviðu je zapisano, da bi jötnar, če ne bi bilo Thora in njegovega kladiva Mjöllnir, kmalu preplavili Midgard in Asgard. Kljub temu ima Thor pozitiven odnos tudi z nekaterimi gýgjar, kot sta Gríðr in neimenovana Hymirjeva žena, ki mu priskrbijo čarobne predmete in nasvete, s katerimi lahko premaga druge jötnar.

### Predniki bogov in ljudi
Razlika med bogovi in jötnar ni jasno opredeljena in jo je potrebno obravnavati kot kulturno in ne biološko različico; nekateri bogovi, kot so Odin, Thor in Loki, so potomci jötnarjev. Skupni motiv, ki pogosto tvori jedro zgodbe eddskih pripovedi, so neuspešni poskusi jötnar, da bi se poročili z eno od boginj, bodisi s prevaro bodisi s silo. Nasprotno si jötunn Skaði za moža izbere Vana Njörðra. Po sagi Ynglinga je imela pozneje otroke z Odinom, iz katerih so izšli kralji, kot je bil grof Hakon. Van Freyr se poroči z Gerðr, ki je domnevna prednica Ynglingov. Odin zapelje tudi jötnar Gunnlöða in Rindr ter se poroči z Jörð. V primerih, ko se bogovi poročijo z jötnar, se zdi, da so popolnoma vključeni v bogove, in se v Nafnaþulurju imenujejo Ásynjur.
V skladu s tem sklicevanje na Skaðiin vés v Lokasenni in toponimi, kot je Skedevi na Švedskem, kažejo, da so jo kljub temu, da je bila jötunn, častili v staronordijski religiji.

### Povezava z živalmi
Ena od tröllkonur, ki živi v gozdu, Járnviðr, je mati jötnar v obliki volkov iz katerih izvirajo vsi volkovi. Ta tröllkona naj bi bila Angrboða, gýgr, ki je z Lokijem spočela pošastnega volka Fenrira in strupeno kačo Jörmungandra, ki sta postala sovražnika bogov. V Járnviðru živi tudi jötunn Eggþér, ki je opisan kot varuh tam živečih gýgjar ali pa kot pastir volkov. Volkove za svoje konje jemljejo tudi gýgjar, kot sta Hyndla in Hyrrokkin, ki namesto vajeti uporabljata kače. O tem priča tudi skaldska poezija, v kateri je »volk« opisan s kenningi »Leiknov konj«, »Gjálpov konj«, »Gríðrov konj«, skupina volkov pa je imenovana »Gríðrova siva čreda konj«. Gýgjar, ki jezdijo volkove, se imenujejo myrkriður (»jezdeci noči«) ali kveldriður (»jezdeci v mraku«).
V Vafþrúðnismál (37) in Gylfaginning (18) je Hræsvelgr opisan kot jötunn v arnarhamr (orlovski preobleki), ki z udarci kril ustvarja veter. Drugi jötnar, kot sta Þjazi in Suttungr, lahko postanejo orli, če nosijo arnarhamir, ali pa so podobni Griðru, ki ima npr. v sagi Illuga Gríðarfóstra roke podobne orlovim krempljem.

### Demonizacija
V poznejših gradivih, nastalih v krščanskem obdobju, kot so legendarne sage, so jötnar pogosto prikazani kot necivilizirani in kanibalski. V primeru sage Bárðarja Snæfellsássa in sage Hálfdanar Brönufóstra jedo posebej človeško in konjsko meso, pri čemer je slednje neposredno povezano s poganskimi običaji. Postkrščanska povezava med jötnar in predkrščanskimi praksami je vidna tudi v Beowulfu, v katerem je ljudožerec Grendel opisan kot »poganska duša« in »poganska ostroga«. Ženske jötnar so izrecno opisane kot poganke v nekaterih poznejših virih, kot sta Orms þáttr Stórólfssonar, v katerem ji vera preprečuje, da bi bila z junakom, in legendarna saga Þorsteins þáttr bæjarmagns, v kateri se mora pred poroko z junakom krstiti.

## Folklora po koncu srednjega veka
Velikani z imeni, sorodnimi izrazom za jötnar, se pojavljajo v poznejši severnoevropski folklori, kot so angleški ettin ali yotun, thurse in hobthrust, danski jætte in švedski jätte. V germanski folklori si velikani pogosto delijo lastnosti z jötnar, zlasti kot so upodobljeni v legendarnih sagah, v kombinaciji z motivi drugih evropskih velikanov in so pogosto zamenljivi s troli.
Tako kot jötnar tudi germanski velikani živijo zunaj človeških skupnosti, v gozdovih in gorah. Običajno kažejo odpor do krščanstva in pogosto prezirajo zvonjenje cerkvenih zvonov. Podobnosti so vidne tudi v njihovi vlogi pri gradnji kamnolomov. Podobno kot v staronordijski zgodbi o jötunnu, ki je zgradil obzidje Ásgarðr, velikani pogosto sklepajo stave pri gradnji cerkva, ki jih pozneje izgubijo, kot v zgodbi o Jättenu Finnu, ki mu pripisujejo gradnjo katedrale v Lundu. Tudi ruševine se pripisujejo delom obeh bitij, kot v staroangleški pesmi The Ruin in etiološki zgodbi o Wade's Causeway v Yorkshiru.
Nekateri stoječi kamni v severni Evropi so razloženi kot okameneli velikani, na primer Yetnasteen na Orkneyju, katerega ime izhaja iz Jǫtna-steinn (Jötunnov kamen). Po ljudskem izročilu se vsako novo leto prebudi ob polnoči, nato pa obišče jezero Loch na Scocknessu, kjer se napije. Orkadsko ljudsko izročilo razlaga Brodgarski prstan tudi kot plešoče velikane, ki jih je jutranje sonce spremenilo v kamen. Ta motiv se pojavlja tudi v Helgakviða Hjörvarðssonar, v kateri se gýgr Hrímgerðr zaplete v senno s Helgi Hundingsbane, dokler ne vzide sonce in jo spremeni v kamen.
Orkadska tradicija Gyro Night izhaja iz besede gýgr in je bila sestavljena iz dveh starejših fantov, ki sta se nekega februarskega večera preoblekla v zamaskirani starki in z vrvmi preganjala manjše fante. Podobni so tudi ljudski običaji na Ferskih otokih in Šetlandih, kjer se preoblačijo v velikanke, imenovane Grýla (množina grýlur), ali z drugimi podobnimi izrazi, v kostume, ki so tradicionalno narejeni iz kombinacije živalskih kož, raztrganih oblačil, morskih alg, slame, včasih pa imajo tudi maske. Grýla je žensko bitje, ki je v Sturlungovi sagi opisano kot bitje s petnajstimi repi, v delu Nafnaþulur v Prozni Eddi pa je navedena kot tröllkona in se pojavlja v folklori na severnoatlantskih otokih, ki so jih naselili Skandinavci.

## Navedbe
1. ↑  "Jotun". Random House Webster's Unabridged Dictionary.
2. 1 2 3  Orel (2003:86).
3. ↑  »Ettin«. Online Etymology Dictionary.
4. ↑  Orel (2003:472).
5. ↑  Orel (2003:429–430).
6. ↑  »íviðja«. Wiktionary (v angleščini). 8. januar 2022. Pridobljeno 18. aprila 2022.
7. ↑  »gýgr«. Wiktionary (v angleščini). 8. januar 2022. Pridobljeno 18. aprila 2022.
8. ↑  »Trollkona«. Old Icelandic Dictionary (v angleščini). Pridobljeno 18. aprila 2022.
9. ↑  Tolkien 2011.
10. ↑  Simek 2008, str. ;107, 334.
11. ↑  Simek 2008, str. 33.
12. 1 2  Jakobsson 2009.
13. ↑  Dickins (1915:28–33)
14. ↑  »Rune poems«. Wikisource. Pridobljeno 25. aprila 2022.
15. 1 2 3 4 5  Motz 1982, str. ;70–84.
16. ↑  Ásdísardóttir 2018.
17. ↑  Some translators of the Poetic Edda do not render the word jötunn to giant. For example, in the Foreword to Jeramy Dodds's translation of the Poetic Edda, Terry Gunnell says that jötnar is "sometimes wrongly translated as 'giants'" and instead uses jötunns. (Dodds 2014:9).
18. 1 2 3 4 5  Jakobsson 2006.
19. ↑  Orchard tr. 2011, str. ;59–66, 76–82, För Skírnis: Skírnir's journey, Hymiskvida: The song of Hymir.
20. 1 2 3  Simek 2008, str. 107.
21. ↑  Ármann Jakobsson (2008).
22. ↑  Simek 2008, str. 105.
23. ↑  Simek 2008, str. 78.
24. ↑  Simek 2008, str. 120.
25. 1 2  Simek 2008, str. 179.
26. ↑  Simek 2008, str. ;286–287.
27. ↑  Simek 2008, str. ;314–315.
28. 1 2  Simek 2008, str. ;377–378.
29. ↑  The article Nornor in Nordisk familjebok (1913).
30. ↑  Bellows (1923:229) and Thorpe (1866:111).
31. 1 2  Sturluson 2018, Gylfaginning.
32. ↑  Simek 2008, str. 377.
33. ↑  Taylor 1998, Chapter 8.
34. ↑  Schneider 1986, str. ;170–171.
35. ↑  Slade 2007, str. ;18–21.
36. ↑  McKinnell 2005, str. ;1–10, Chapter 1.
37. ↑  Lummer 2021, str. ;57–85.
38. ↑  Simek 2008, str. ;169–170.
39. ↑  Simek 2008, str. ;344–345.
40. ↑  Simek 2008, str. ;208–210.
41. ↑  Orchard tr. 2011, str. ;5–14, Völuspá: The prophecy of the seeress.
42. ↑  Brink 2004.
43. 1 2 3 4  Heide 2014.
44. ↑  McKinnell 2005, str. ;109–110, Chapter 8.
45. ↑  Fox 2020, str. 30.
46. 1 2 3  McKinnell 2005, str. ;109–125, Chapter 8.
47. 1 2  McKinnell 2005, str. ;172–180, Chapter 11.
48. ↑  Simek 2008, str. ;78, 240, 316.
49. ↑  Simek 2008, str. 91.
50. ↑  Laing 1961, str. ;14–15, Ynglinga saga, Chapter 12.
51. ↑  Simek 2008, str. ;240–245.
52. ↑  Gunnell 2018, str. 121.
53. ↑  »Nafnaþulur – heimskringla.no«. heimskringla.no. Pridobljeno 4. maja 2022.
54. ↑  Lindow 2002, str. 204.
55. ↑  Simek 2008, str. ;69–70.
56. ↑  Salus 1969.
57. 1 2  McKinnell 2005, str. ;147–171, Chapter 10.
58. ↑  Bellows, Henry Adam (2018). The poetic Edda. [Place of publication not identified]: Digireads.com Publishing. ISBN 978-1420957051.
59. ↑  Simek 2008, str. 158.
60. ↑  »Skáldskaparmál – heimskringla.no«. heimskringla.no.
61. ↑  Sturluson 2018, Skáldskaparmál.
62. ↑  Simek 2008, str. ;304, 314–315.
63. ↑  Lavender, Philip (2015). Illuga saga Gríðarfóstra = The saga of Illugi, Gríður's foster-son. London. ISBN 9780903521918.
64. ↑  Maraschi 2020, str. ;3, 11–13.
65. ↑  Beowulf & Chapters 8 & 14.
66. ↑  »ettin«. Wiktionary (v angleščini). 5. oktober 2019. Pridobljeno 11. maja 2022.
67. 1 2  Westwood 2006.
68. ↑  Simpson 2004, str. 16.
69. ↑  Simpson 2004, str. 81.
70. ↑  Simpson 2004, str. ;48–49.
71. ↑  »The Ruin, Old English Poetry Project, Rutgers University«. oldenglishpoetry.camden.rutgers.edu. Pridobljeno 14. maja 2022.
72. ↑  Leslie 1961, str. ;23–27.
73. ↑  Ljosland 2013.
74. ↑  Clarke 2020.
75. ↑  Muir 2014, str. ;34–35.
76. ↑  Orchard 1997, str. 11.
77. ↑  Davidson 1970, str. 180.
78. ↑  Simpson 2004, str. ;102–104.
79. ↑  Gunnell 2001, str. 32-54.

### Primarni viri
- Laing, Samuel (1961). Heimskringla. London: Dent. ISBN 0460008471.
- Leslie, R.F. (1961). Three Old English Elegies (1 izd.). Manchester: The University Press. ISBN 9780859891844.
- The Elder Edda: A Book of Viking Lore. Prevod: Orchard, Andy. London: Penguin Books. 2011. ISBN 9780141393728.
- Sturluson, Snorri (2018). The Prose Edda. Prevod: Brodeur, Arthur Gilchrist. Franklin Classics Trade Press. ISBN 9780344335013.
- »Beowulf on Steorarume [Beowulf in Cyberspace]: Bilingual Edition (OE text & translation)«. heorot.dk. Pridobljeno 27. aprila 2022.

### Sekundarni
- Ásdísardóttir, Ingunn (2018). Jǫtnar in War and Peace: the Jǫtnar in Old Norse mythology: their nature and function. University of Iceland, School of Social Sciences. OCLC 1113408226.
- Brink, Stefan (2004). »Mytologiska rum och eskatologiska föreställningar i det vikingatida Norden«. Ordning mot kaos: Studier av nordisk förkristen kosmologi: S. 291–316: ill. ISBN 9789189116634. Pridobljeno 23. aprila 2022.
- Clarke, Jake (2020). »Finding a place for old things: The role of pre-Norse features in constructing Norse conceptual landscapes in the Scottish Isles«. Lund University. Pridobljeno 24. aprila 2022.
- Davidson, Hilda R. Ellis (1970). »Scandinavian Folklore in Britain«. Journal of the Folklore Institute. 7 (2/3): 177–186. doi:10.2307/3813871. ISSN 0015-5934. JSTOR 3813871. Pridobljeno 5. maja 2022.
- Fox, Michael (2020). Following the formula in Beowulf, Örvar-Odds saga, and Tolkien. Cham. str. 30. ISBN 978-3030481360.
- Gunnell, Terry (2001). »Grýla, Grýlur, "Grøleks" and Skeklers: Medieval Disguise Traditions in the North Atlantic?« (PDF). notendur.hi.is. str. 32–54. Arhivirano (PDF) iz spletišča dne 9. oktobra 2022. Pridobljeno 15. maja 2022.
- Gunnell, Terry (2018). »Blótgyðjur, Goðar, Mimi, Incest, and Wagons: Oral Memories of the«. Old Norse Mythology—Comparative Perspectives. Ed. Pernille Hermann, Stephen A. Mitchell, and Jens Peter Schjødt, with Amber J. Rose. Pridobljeno 5. maja 2022.
- Heide, Eldar (2014). »Contradictory cosmology in Old Norse myth and religion – but still a system?«. Maal og Minne (v norveščini). 106 (1). ISSN 1890-5455. Pridobljeno 23. aprila 2022.
- Jakobsson, Ármann (2006). »"Where Do the Giants Live?"«. Arkiv för nordisk filologi. 121: 101–112. Pridobljeno 6. maja 2022.
- Jakobsson, Ármann (2009). Identifying the Ogre, The Legendary Saga Giants.
- Grant, Tom (2019). »A Problem of Giant Proportions: Distinguishing Risar and Jötnar in old Icelandic saga material«. Gripla. 30: 77–106.
- Leslie, Helen F. (2009). »Border Crossings. Landscape and the Other World in the Fornaldarsögur«. Scripta Islandica. 60: 119–135. Pridobljeno 23. aprila 2022.
- Ljosland, Ragnhild (2013). »Old Norse Cultural Influence in the Work of Christina M. Costie«. Journal of the North Atlantic: 177–188. ISSN 1935-1984. JSTOR 26686980. Pridobljeno 24. aprila 2022.
- Lummer, Felix (2021). »Solitary Colossi and Not-So-Small Men«. Arv – Nordic Yearbook of Folklore. 77 (1): 57–85. Pridobljeno 6. maja 2022.
- Maraschi, Andrea (2020). »Taboo or Magic Practice? Cannibalism as Identity Marker for Giants and Human Heroes in Medieval Iceland«. Parergon. 37 (1). doi:10.1353/pgn.2020.0056. S2CID 226719907.
- McKinnell, John (2005). Meeting the other in Norse myth and legend. Woodbridge, Suffolk, UK: D.S. Brewer. ISBN 1843840421.
- Motz, Lotte (1982). »Giants in Folklore and Mythology: A New Approach«. Folklore. 93 (1): 70–84. doi:10.1080/0015587X.1982.9716221. ISSN 0015-587X. JSTOR 1260141. Pridobljeno 6. maja 2022.
- Muir, Tom (2014). Orkney folk tales. Stroud, Gloucestershire: History Press. ISBN 9780752499055.
- Orchard, Andy (1997). Dictionary of Norse myth and legend. London: Cassell. ISBN 9780304345205.
- Salus, Peter H.; Taylor, Paul Beekman (1969). »Eikinskjaldi, Fjalarr, And Eggþér«. Neophilologus (v angleščini). 53 (1): 76–81. doi:10.1007/BF01511692. ISSN 1572-8668. S2CID 162276325. Pridobljeno 23. aprila 2022.
- Schneider, Karl (1986). Sophia Lectures on Beowulf. Taishukan for the Japan Science Society. str. 170–171.
- Slade, Benjamin (2007). »Untydras ealle: Grendel, Cain, and V̥rtra: Indo-European śruti and Christian sm̥rti in Beowulf«. In Geardagum. 27: 1–32.
- Simek, Rudolf (2008). A Dictionary of Northern Mythology. Prevod: Hall, Angela. BOYE6. ISBN 9780859915137.
- Simpson, Jacqueline (2004). Icelandic folktales & legends (2. izd.). Stroud: Tempus. ISBN 9780752430454.
- Taylor, Paul Beekman (1998). Sharing story: Medieval Norse-English literary relationships. New York: AMS Press. str. 123–137. ISBN 0404641652.
- Tolkien, J. R. R. (2011). Beowulf and the critics (Rev., 2nd izd.). Tempe, Ariz.: ACMRS. ISBN 978-0866984508.
- Westwood, Jennifer (2006). The lore of the land: a guide to England's legends, from Spring-heeled Jack to the Witches of Warboys. London: Penguin. ISBN 0141021039.